# Nebria heeri
Nebria heeri ist eine Laufkäfer-Art, die in der Nominatform in den Schweizer Nordalpen und mit einer Unterart im Schwarzwald endemisch ist.

## Merkmale
Nebria heeri erreicht eine Körperlänge von 8 bis 10 Millimetern. Die Art ist oberseits hellbraun bis braunschwarz gefärbt, die Färbung der Beine ist immer bräunlich gelb. Die Fühler sind im Vergleich mit verwandten Arten lang und schlank, sie erreichen zurückgelegt deutlich die Mitte der Flügeldecken. Wie bei allen Arten der Untergattung Nebriola fehlen der Art die Hinterflügel, sie ist nicht flugfähig. Dadurch sind die Vorderwinkel der Flügeldecken („Schultern“) in flachem Bogen gerundet, ohne deutliche Ausstülpung („Schulterbeule“). Ihre Form ist länglich-oval, mehr als dreimal so lang wie der Halsschild, mit tiefen Streifen mit gewölbten Zwischenräumen. Der Halsschild ist nach hinten stark ausgeschweift verengt, mit tiefen, punktierten Basalgruben. Typische Merkmale der Beborstung (Chaetotaxie) sind: Basis der Hinterhüften (des ersten Beinglieds der Hinterbeine) mit mindestens zwei Borsten, der Seitenrand des Halsschilds trägt vor der Mitte jederseits zwei bis vier Setae, der sechste Sternit des Hinterleibs beim Männchen zwei.
Für eine sichere Artbestimmung ist die Untersuchung des männlichen Aedeagus ratsam. Bei Nebria heeri ist dessen Spitze abgestumpft.

## Taxonomie
Nebria heeri wurde von Daniel als Art beschrieben, danach aber lange Zeit als eine der Unterarten der in den Alpen endemischen Nebria cordicollis aufgefasst. 2013 wurde sie von Alexander Szallies und Charles Huber wieder in der Artrang erhoben. In den meisten Faunenwerken und Bestimmungstabellen ist sie weiterhin als Nebria cordicollis subsp. heeri aufgeführt. Im Jahr 2004 war von Charles Huber und Roland Molenda eine neue Nebriola-Art aus dem Schwarzwald beschrieben worden, der erste Fund der Untergattung nördlich der Alpen, sie wurde Nebria praegensis genannt. 2017 wurde diese Form, aufgrund der übereinstimmenden Gestalt des Aedeagus, als Unterart zu Nebria heeri gestellt.
Die Art gehört zur Untergattung Nebriola der weit verbreiteten Gattung Nebria. Die weniger als zehn Arten sind kälte- und feuchteliebend und auf die höheren Lagen der Gebirge beschränkt. Sie kommen in den Zentral- und Westalpen, im Schwarzwald (s. o.) und mit einer Art in den Pyrenäen vor.

## Ökologie und Verbreitung
Beide Unterarten von Nebria heeri sind Endemiten eines kleinen Areals im Gebirge. Dabei kommen sie kaum gemeinsam mit anderen Nebriola-Arten vor, insbesondere die Unterarten von Nebria cordicollis zeigen untereinander und gegenüber Nebria heeri jeweils benachbarte Verbreitungsgebiete. Dies wird als geographische Vikarianz bezeichnet. Teilweise gibt es jedoch eine geringe Überlappung der Verbreitungsgebiete (d. h., es gibt auch wenige sympatrische Vorkommen). Das Verbreitungsgebiet von Nebria heeri heeri liegt in der Nordost-Schweiz, in den Nordalpen (nördlich der Rhein-Rhone-Furche), vom Tal der Reuss im Westen bis zum Säntis im Alpstein im Osten. Es überlappt teilweise mit dem Vorkommen von Nebria cordicollis subsp. gracilis, deren Hauptverbreitungsgebiet nach Westen hin angrenzt. Nebria heeri kommt hier niemals in Meereshöhen unterhalb 1500 m vor. Nebria heeri besiedelt feuchte und kalte Lebensräume wie die Ufer von Bächen, schattige nordexponierte Felswände, Blockhalden und die vom Schmelzwasser durchnässten Ränder von Schneefeldern.
Nebria heeri subsp. praegensis ist bisher nur an einer einzigen Lokalität gefunden worden, der „Seehalde“ im Naturschutzgebiet Gletscherkessel Präg im Hochschwarzwald (Gemeinde Todtnau), in einer Meereshöhe von 600 m. Der Fundort ist eine Blockhalde, in der sich durch abfließende Kaltluft lokalklimatisch sehr kühle Bereiche am Haldenfuß ausbilden. Als Temperaturen wurden hier Werte von im Jahresmittel 2 °C und darunter gemessen, während die Umgebung eine Durchschnittstemperatur von 8 bis 10 °C aufweist. Blockhalden sind deshalb bekannt als Fundorte kälteliebender Arten mit arktisch-alpinem Verbreitungsschwerpunkt.
Nebria heeri gilt in der Schweiz, trotz des beschränkten Verbreitungsgebiets, als ungefährdet (least concern), da seine Lebensräume weitab menschlicher Ansiedlungen als stabil eingeschätzt werden.